# كارل فريدريش فيلهلم براون
كارل فريدريش فيلهلم براون (بالألمانية: Karl Friedrich Wilhelm Braun) (و. 1800 – 1864 م) هو عالم نبات، وإحاثي، وعالم آثار، وصيدلي من ألمانيا . ولد في بايرويت .
وهو عضو في الأكاديمية الألمانية للعلوم ليوبولدينا .